# Moulins-sur-Ouanne
Moulins-sur-Ouanne – miejscowość i gmina we Francji, w regionie Burgundia-Franche-Comté, w departamencie Yonne.
Według danych na rok 1990 gminę zamieszkiwało 200 osób, a gęstość zaludnienia wynosiła 20 osób/km² (wśród 2044 gmin Burgundii Moulins-sur-Ouanne plasuje się na 711. miejscu pod względem liczby ludności, natomiast pod względem powierzchni na miejscu 933.).